# Acide phosphatidique
Un acide phosphatidique est un lipide dont la molécule comporte un résidu de glycérol, lié à deux résidus d'acides gras et un résidu d'acide phosphorique.

## Formule chimique semi-développée
```
        CH
2
-OP(O)(OH)
2
   avec R
1
 et R
2
 deux chaînes aliphatiques.
        |
R
2
-CO-O-CH
        |
R
1
-CO-O-CH
2
```

C'est la structure de base des glycérophospholipides (exemples : phosphatidylcholine, phosphatidylsérine).

L'acide phosphatidique est également un second messager intracellulaire,.